# Sarah Ann Glover
Sarah Ann Glover (Norwich, 13 de noviembre de 1786 – Malvern, 20 de octubre de 1867) fue una pedagoga y profesora de música inglesa, conocida por inventar la técnica musical Tonic sol-fa.

## Biografía
Glover nació en Norwich, Norfolk. Fue bautizada en la iglesia de St. Mary in the Marsh el 18 de noviembre de 1786. Recibió lecciones de música del organista de la Catedral de Norwich a la edad de seis años. Mientras enseñaba en una escuela dominical para niñas con su hermana, comenzó a crear su propio sistema de notación musical simplificado. No se sabe mucho de su carrera hasta finales de la década de 1820.
Su padre se convirtió en coadjutor de la iglesia de St. Laurence, Norwich en 1811, lo que la llevó a hacerse cargo de la música de la iglesia en ese momento. Su influencia hizo que la Iglesia fuera respetada por su música y le enviaban mujeres jóvenes para que las enseñara. En 1812, Sarah comenzó a desarrollar sus métodos educativos que terminaron en dos importantes publicaciones: Cánones alemanes o Ejercicios de canto y Melodías de salmo expresadas en la notación musical Sol-Fa (German Canons or Singing Exercises and Psalm Tunes Expressed in the Sol-Fa Notation) y Esquema para representar la salmodia congregacional (Scheme for Rendering Psalmody Congregational), que tuvo gran éxito.
Para 1827, Glover ya había desarrollado un método completo de notación musical, conocido como Sistema Sol-Fa de Norwich o Tonic sol-fa. En el sistema de notación musical de Sarah, las notas estaban representadas por las iniciales de los siete tonos de la escala diatónica. Este sistema de aprendizaje se desarrolló para ayudar a los maestros con el canto a capela. Más tarde, el sistema fue refinado y ampliado por John Curwen, quien lo hizo sin su permiso. Si bien hubo una conversación intelectual continua entre Glover y Curwen, siempre hubo fricciones. El concepto se hizo muy conocido en la cultura popular después de que apareciera en una canción del musical The Sound of Music.
Sarah Glover también inventó el armónico (harmonicon), que era un instrumento musical diseñado para ayudarla a enseñar su sistema de notación musical. Similar al glockenspiel, este abarcaba dos octavas cromáticas y estaba compuesto por 25 teclas de vidrio; para tocarlo, se giraba un rodillo que muestra las notas de la escala y las letras del alfabeto, que se pueden girar para alinearlas con diferentes teclas musicales.
Glover más tarde vivió en Cromer, luego en Reading y posteriormente en Hereford. Murió de un derrame cerebral en Great Malvern y fue enterrada en Hereford.